# Kalina Malehounova
Kalina Malehounova (née à Anvers, le 12 décembre 1985) est une actrice belge. Elle a étudié au conservatoire de la Haute École de Gand puis à l'Institut Herman Teirlinck d'Anvers.
Kalina a pris part à la comédie musicale West Side Story de Frank Van Laecke. En 2010, elle a joue le rôle de Jelena Leshi dans le feuilleton flamand Thuis. Elle joue ensuite le rôle de Jennifer dans le film Bo de Hans Herbots.
Parmi les jeunes téléspectateurs, elle est surtout connue pour ses rôles dans les séries de la chaîne Ketnet, W817 et De Elfenheuvel.

## Filmographie

### Cinéma
- 1997 Oktobernacht : Onbekend
- 2010 Bo : Jennifer

### Télévision

#### Séries télévisées
- 2001 Recht op recht : Vanessa van Acker (épisode « Verloren weekend »)
- 2002-2003 W817 : Kim De Hert (23 épisodes)
- 2010 Thuis : Jelena Leshi (>70 épisodes)
- 2011-2013 De Elfenheuvel : Saartje Ranonkel (156 épisodes)
- 2013 Aspe